# Plana de Cuart

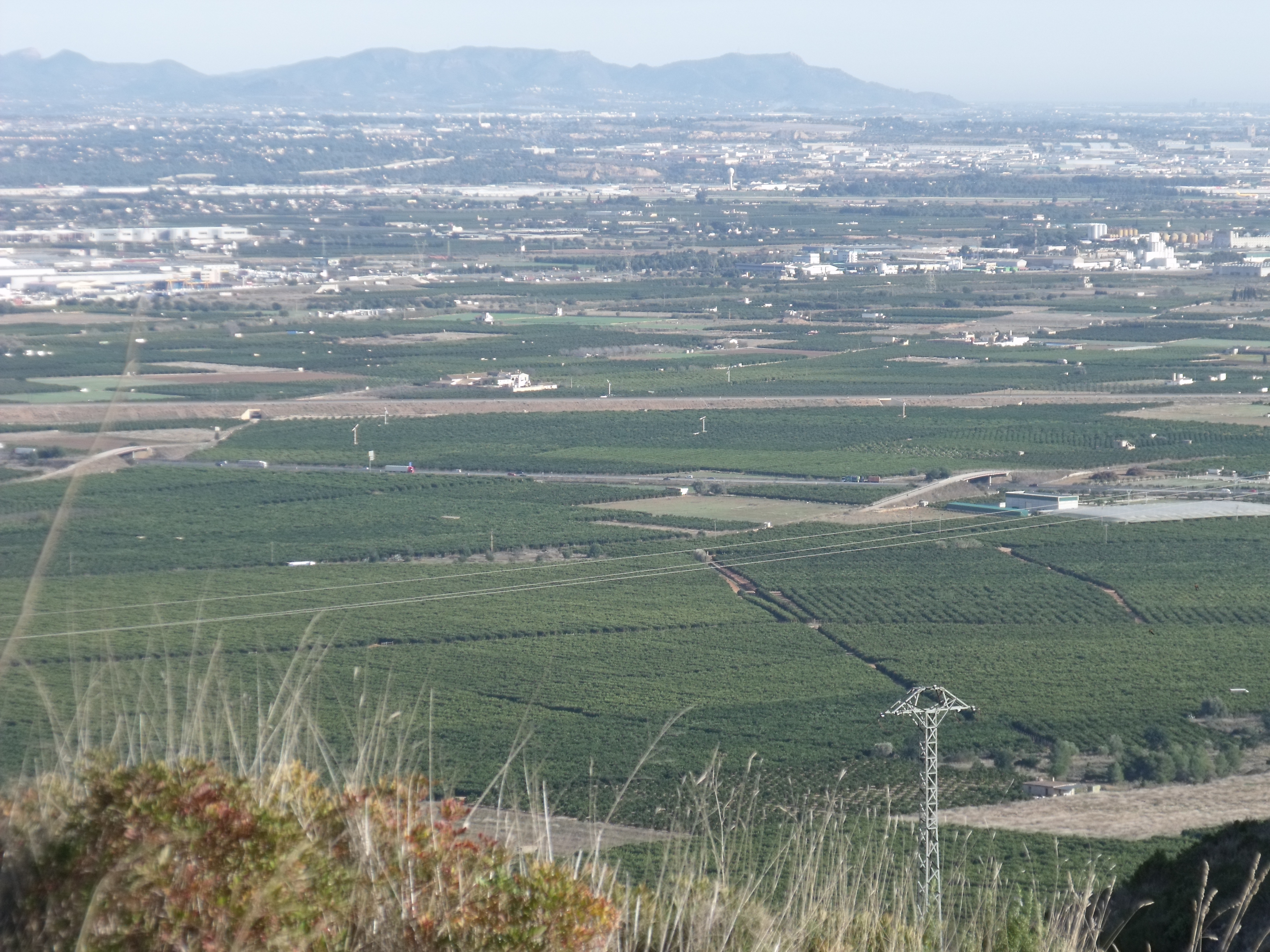
La plana vista desde la Sierra Perenchiza.

La Plana de Cuart (en valenciano y oficialmente, El Pla de Quart) es una antigua comarca en la provincia de Valencia de la Comunidad Valenciana en España. Actualmente se encuentra dividida entre las actuales comarcas del Campo de Turia y la Huerta Sur. Formaban parte de la misma los municipios actuales de Alacuás, Aldaya, Manises, Cuart de Poblet, y Torrente (en la Huerta Sur), y Ribarroja del Turia, y Villamarchante (en el Campo de Turia). Aparece en el mapa de comarcas de Emili Beüt "Comarques naturals del Regne de València" publicado en el año 1934.